# 케이블 (마블 코믹스)
케이블(영어: Cable)은 마블 코믹스의 슈퍼히어로 캐릭터이다. 엑스맨의 멤버 사이클롭스와 매들린 프라이어 사이에서 태어난 아들 네이선 서머스(Nathan Summers)가 미래에서 찾아온 경우이다. 갓난아기 네이선으로 1986년 3월 《언캐니 엑스맨》 201호에 처음 등장했고, 이후 미래에서 온 영웅 케이블로서 1990년 《뉴 뮤턴트》 87호에 등장하였다. 크리스 클레어몬트, 루이즈 사이먼슨과 롭 라이펠드가 공동 창작하였다.

## 담당 배우

### 영화
- 데드풀 2(2018) - 조시 브롤린

## 담당 성우

### TV 애니메이션
- 엑스맨(1992) - 로런스 베인

### 비디오 게임
- 마블 대 캡콤 2(2000) - 로런스 베인
- 마블 얼티밋 얼라이언스 2(2009) - 키스 퍼거슨
- 데드풀(2013) - 프레드 태터쇼어
- 마블 히어로즈(2013) - 제임스 M. 코너